# Pierre-Édouard Detrez
Pour les articles homonymes, voir Detrez.
Pas d'image ? Cliquez ici

a Compétitions nationales et continentales officielles uniquement.

b Matchs officiels uniquement.
Pierre-Édouard Detrez, né le 17 juin 1956 à Paris, est un joueur international français de rugby à XV évoluant principalement au poste de pilier.
Il est le père de l'international français de handball Grégoire Detrez.
Il est président du comité départemental du rugby du Gard depuis 2016.
En 2020, il est candidat aux élections municipales à Nîmes sur la liste de Vincent Bouget. En 9e position sur la liste tandis que celle-ci obtient 8 sièges au conseil municipal, il n'est pas élu. Mais il intègre le conseil municipal l'année suivante, après la démission de Patrice Prat. La même année 2021, il devient également suppléant de Christian Bastid, conseiller départemental pour le canton de Nîmes-2.

## Carrière de joueur
Évoluant au poste de pilier droit ou gauche, il a également évolué aux postes de talonneur,  seconde ligne, troisième ligne aile et no 8.

### En club
- SCUF
- Racing club de France
- AS Montferrand
- RC Nîmes
- AS Béziers
- SMUC Marseille
- Stade union cavaillonnais (Entraîneur-joueur)

### En équipe nationale
Il a disputé son premier test match le 19 novembre 1983 contre l'équipe d'Australie et le dernier contre les All Black néo-zélandais, le 28 juin 1986.
Le 23 novembre 1983, il est invité avec les Barbarians français pour jouer contre l'Australie à Toulon. Les Baa-Baas s'inclinent 21 à 23.

## Palmarès
- Sélections en équipe nationale : 5 (+ 2 non officielles)

## Carrière d'entraîneur
- Stade union cavaillonnais (Entraîneur-joueur)
- Sporting Club Salonais
- Rugby Club Tarascon
- Rugby Club Camargue Nîmes Gard
- RC Uzès
- Marseille Provence XV
- RCSRO  Sorgues (2006/09)
- RC Uzès (2009/10)
- Rugby Club Nîmes Gard (2011/12)
- RCSRO  Sorgues Chateauneuf du Pape(2012/13)
- Stade Uchaudois (2016/18)

## Président de club
- RC Uzès (2010/11)